# Interoperabilidade semântica
Interoperabilidade semântica é a capacidade dos softwares para comunicar informações e ter essas informações correctamente interpretadas pelo sistema receptor, no mesmo sentido, como previsto pelo sistema transmissor. "Correctamente interpretadas" significa que as informações transmitidas serão utilizadas de forma adequada por um sistema de computador que está a receber, porque as implicações lógicas deriváveis a partir das informações transmitidas seriam as mesmas que o sistema transmissor derivaria.
A interoperabilidade semântica exige que quaisquer dois sistemas derivem as mesmas inferências para a mesma informação. Este termo é algumas vezes também usado para designar a capacidade dos sistemas de computador para inserir informações em um local público e ter essa informação correctamente interpretada por outros sistemas cujos desenvolvedores não conhecem os criadores da informação, nem a finalidade para a qual foram criadas.

## Semântica como uma função da interoperabilidade sintáctica e pragmática
tipo de teleprocessamento
A interoperabilidade sintáctica, como a fornecida pelos padrões XML ou o SQL, é um pré-requisito para a semântica, podendo também ser usados descritores lógicos como os usados pela OWL Web Ontology Language (um padrão W3C), mas estes são mais complexos.
Trata-se de um formato comum de dados e um protocolo comum para estruturar quaisquer dados de forma que o modo de processamento das informações é interpretável a partir da estrutura. Pode haver então a detecção de erros sintácticos, permitindo assim que sistemas  solicitem o reenvio de mensagens que parecem estar distorcidas ou incompletas.
Uma vez que a correção sintática tenha sido verificada, a intenção ou significado do conteúdo de uma comunicação ainda não pode ser julgada sem "alguma" uniformização de métodos e procedimentos que cada sistema está empregando para a interpretação semântica, que vai além da sintática.